# Linaje Orís
El linaje Orís forma parte de la nobleza española. En sus inicios eran vicarios -en la Alta Edad Media, funcionario condal, inferior a los vizcondes, que tenía por misión la defensa de un territorio adscrito a un castillo. Se distinguen tres ramas. A lo largo de los siglos la primera rama ha enlazado con el linaje de los vizcondes de Barcelona; la segunda rama, la de los barones de Orís, con los Banyuls, señores de Nyer y marqueses de Montferrer, título del reino de Francia; con los Montoliu, señores del castillo de Montsonís y luego también barones del Albi; con los Sentmenat, marqueses de Castelldosrius y barones de Santa Pau; y este último linaje con los Riquer, marqueses de Benavent, entre otros linajes.
El escudo de los barones, luego marqueses de Orís, es: de gules, concha de plata, con bordura coponada de ocho piezas de oro y ocho de sable.

## Primera rama
Fue iniciado por vicarios –la Alta Edad Media, funcionario condal, inferior a los vizcondes, que tenía por misión la defensa de un territorio adscrito a un castillo. Fueron los primeros senescales de los condes de Barcelona, originarios del castillo de Orís, documentado por primera vez en 914. En el condado de Osona, surgido de una rama de los Besora con Ermemir de Besora, que remontan a miembros del vizcondado de Barcelona, con Mir Geribert.
El primer vicario conocido del castillo fue Gausfred de Orís(+ 995), de la primera rama del linaje, conocida modernamente por los historiadores como la de los Orís-Manlleu. Aparece posteriormente Elderic, hijo o pariente descendiente, como vicario del mismo castillo de Orís. También Elderic de Orís o Eldric de Orís (+ 1040), vicario de Orís, hijo de Enric d'Orís (documentado en 1014), posesor del castillo de Orís y del de Torelló, rama surgida del linaje Gurb, que fue sucedida por Queralt -Berenguer II de Queralt, senescal de los condes de Barcelona. Fue feudataria de los Moncada hasta el siglo XVI y posible nieto de Gausfred de Orís, posible padre de Amat Elderic de Orís (+ 1060), señor de Orís y otros castillos, primer senescal de los condes de Barcelona. 
En esta rama también se encuentra Pere Amat d'Orís, conocido también como Pere Amat de Manlleu (+ 1088), señor de Orís, Voltregà, Manlleu y Solterra. Hijo del primer senescal de los condes de Barcelona, fue Amat Elderic d'Orís , tercer senescal de Barcelona después de su tío materno, Ramon Miró d'Aguda. Casado con Guisla de Queralt, hija de Guillem I de Gurb y de Ermessenda, hermana de Berenguer I de Queralt, murió sin descendencia, la cual viuda cedió el dominio de Orís al linaje Queralt. Fue feudataria de los Moncada hasta el siglo XVI.

## Segunda rama
Una segunda rama, de la que procede Enric d'Orís (documentado en 1014), poseedora del castillo de Orís y del de Torelló, procedente del linaje Gurb, cuyos sucesores fueron los Queralt -Berenguer II de Queralt, senescal de los condes de Barcelona-, fue feudataria de los Moncada hasta el siglo XVI.
Iniciada hacia 1222 con Berenguer I de Manlleu o d'Orís, hijo de Ponç de Besora y de Adelaida de Manlleu, fueron sus sucesores los señores Guillem I d'Orís (+ 1280), Berenguer II d'Orís (+ 1320), Jaume I d'Orís (+ 1349) y Berenguer III d'Orís (+ a. 1352), quien compró en 1345 la castellanía del castillo de Orís a los Conanglell. Su hijo, Berenguer IV d'Orís y Desbrull (+ v. 1390) heredó la casa de los Santhipòlit, el castillo de Voltregà y la castellanía de Torelló.
El hijo del último mencionado, Berenguer V d'Orís (+ 1422), es considerado primer barón de Orís (el 1396 ya se intitulaba así), porque compró el dominio directo y alodial del castillo y señorío de Orís. D.ª María d'Orís-Vallgornera y de Bru (+ 1695), baronesa de Orís y señora de Vallgornera, Pollestres, Vilarnau, Nefiac, Cortsaví, Vinyoles, Torre de Monell, Sant Miquel de Pals y castellana de Bigordà, fue sucedida por su sobrino D. Francesc de Puiggener y d'Orís (+ 1728), nombrado Francesc V d'Orís. A raíz del deceso de su sobrina nieta, D.ª Raimunda de Puiggener-Orís y de Boïl d'Arenós, casada con D. Pere d'Alcàntara de Sentmenat y de Copons, los Sentmenat, de la rama de los marqueses de Castelldosrius y barones de Santa Pau, les sucedieron.
El señor del castillo de Orís D. Carles d'Orís y Puiggener, hijo de Francesc de Puiggener i de Nicolau y de Magdalena d'Orís, fue el primer titular del marquesado de Orís, creado el 1 de agosto de 1708, por el rey Archiduque Carlos. El marquesado de Orís se anuló a raíz de la Guerra de Sucesión y sus derechos se transmitieron a través de: Carles Ramon de Puiggener y Descatllar, también nombrado Carles d'Orís; Raimunda de Puiggener-Orís y de Boïl d'Arenós, baronesa de Orís, casada en 1769 con Pere d'Alcàntara de Sentmenat y de Copons, la cual aportó patrimonio de los linajes Vallgornera y Orís al linaje Sentmenat; Carles de Sentmenat y de Puiggener, VI marqués de Castelldosrius; Carles de Sentmenat y de Riquer, VII marqués de Castelldosrius; y Ramon de Sentmenat y Sáenz-Ramírez, VIII marqués de Castelldosrius, cuyo hijo, Carles de Sentmenat y de Sentmenat (1862), lo rehabilitó en 1915, y fue, pues, II marqués de Orís, IX marqués de Castelldosrius con Grandeza de España y XXV barón de Santa Pau.

## Tercera rama
Los Orís existentes en el Reino de Valencia son la tercera rama, establecida a partir del caballero aragonés, de ascendencia catalana, Ximèn Peres d'Orís, primer señor de Alfafara, Agres, Benilloba, Bocairente (1250), Sella (1250) y Bicorp (todos en la provincia actual de Alicante), documentado entre 1247 y 1285, quien aparece en el Llibre del Repartiment de València del rey Jaime I de Aragón y en diversa documentación, además de obtener una alquería con huertas en Cocentaina. Su hijo homónimo, junto a su esposa Xandra Martínez de Eslava, vendieron Sella (1 de marzo de 1312) con otras propiedades a Bernat d’Oms, vecino de Cullera, por 33.000 sueldos.
El también caballero homónimo Jimeno Pérez de Orís u Oriz -conocido en catalán por Ximèn Peres d'Orís- era alcaide de los castillos de Játiva cuando las cortes generales de Monzón (1362-1363) en 1362, estuvo en sus reuniones junto al caballero Joan de Bellvís, entre otros. El caballero errante Miquel d'Orís y ¿de Bellvís?(*? siglo XIV - +? siglo XV), habitante de la ciudad de Valencia, fue probable descendiente suyo como el caballero Martí Sanxis d'Orís, quien vendió el señorío de Alfafara al caballero Pere d’Artés, maestro racional del rey Juan II de Aragón, el 9 de diciembre de 1392. Paralelamente, en Aragón, fueron Justicia de Aragón D. Pedro Pérez de Tarazona, del linaje de los Castro (1208-35), Fernando Pérez de Tarazona (1235-42), Pedro Pérez (1242-47) y Juan Pérez de Tarazona (1247-60), procedentes de esa ciudad con obispado propio.
De esta tercera rama deben descender los Urís o Uris, de Cocentaina, de los que documentalmente se encuentra Miquel Uris, casado con Doña María de la Puente, ambos de la ciudad de Teruel, según el Archivo Diocesano de Valencia, padres de Miquel Uris y de la Puente, nacido en Bijuesca, infanzón, maestresala del conde de Cocentaina en su castillo-palacio de dicha villa. Sus descendientes tenían el Molino de Diego Uris, también mencionado como Molino d'Uris, almazara documentada desde 1628, en la calle de Fora de Cocentaina -ahora conocida oficialmente por calle Cervantes-, vendido entonces al conde de Cocentaina -Archivo de la Fundación Casa Ducal de Medinaceli; también documentado en 1855 como un conjunto de casas construidas-, y también existió El Teular de Uris, fábrica de tejas y barro cocido activa hasta la década de 1990, la cual bien pudiera ser en terrenos de la antigua alquería del caballero Ximèn Peres d'Orís, del siglo XIII. Algunos miembros de esta última rama trabajaron como encargados y en otros quehaceres, hasta principios del siglo XX, en el Molí d'Abargues, que se conoce en castellano como Molino Vargas, luego cuartel, más tarde abandonado, el cual puede estar relacionado con el linaje de los Abargues, de Benisa. 
De esta tercera rama hay descendientes en la Comunidad Valenciana, especialmente en la provincia de Alicante; en Cataluña especialmente en la provincia de Barcelona y en las Islas Baleares; en Orán y en Francia.

## Obras de ficción
El escritor Chufo Llorens ha escrito la novela histórica en español, ambientada en el s. XI, Te daré la tierra, Grijalbo 2008, ISBN 9788425341977, 752 págs., traducida al catalán bajo el título Et donaré la terra, Plaza & Janés Editores 2008, ISBN 9788401387166, 736 págs., donde cita el linaje Orís.